# Queen's Club Championships 2017 - Qualificazioni singolare
Le qualificazioni del singolare ai Queen's Club Championships 2017 sono state un torneo di tennis preliminare per accedere alla fase finale della manifestazione. I vincitori dell'ultimo turno sono entrati di diritto nel tabellone principale. In caso di ritiro di uno o più giocatori aventi diritto a questi sono subentrati i lucky loser, ossia i giocatori che hanno perso nell'ultimo turno ma che avevano una classifica più alta rispetto agli altri partecipanti che avevano comunque perso nel turno finale.

## Teste di serie
1. Frances Tiafoe (primo turno)
2. Jared Donaldson (primo turno)
3. Pierre-Hugues Herbert (ultimo turno, Lucky loser)
4. Jérémy Chardy (qualificato)

1. Jordan Thompson (ultimo turno, Lucky loser)
2. Julien Benneteau (qualificato)
3. Reilly Opelka (primo turno)
4. Kenny de Schepper (primo turno)

## Qualificati
1. Denis Shapovalov
2. Julien Benneteau

1. Stefan Kozlov
2. Jérémy Chardy

### Lucky loser
1. Pierre-Hugues Herbert

1. Jordan Thompson

## Tabellone

### Legenda
| - Q = Qualificato - WC = Wild card - LL = Lucky loser | - ALT = Alternate - SE = Special Exempt - PR = Protected Ranking | - w/o = Walkover - r = Ritirato - d = Squalificato |

### Sezione 1
|  | Primo turno | Primo turno      | Primo turno | Primo turno | Primo turno |  |  | Ultimo turno | Ultimo turno     | Ultimo turno     | Ultimo turno | Ultimo turno |  |
|  |             |                  |             |             |             |  |  |              |                  |                  |              |              |  |
|  | 1           | Frances Tiafoe   | 1           | 7           | 2           |  |  |              |                  |                  |              |              |  |
|  | WC          | Liam Broady      | 6           | 62          | 6           |  |  | WC           | Liam Broady      | Liam Broady      | 4            | 4            |  |
|  | WC          | Denis Shapovalov | 6           | 3           | 7           |  |  | WC           | Denis Shapovalov | Denis Shapovalov | 6            | 6            |  |
|  | 7           | Reilly Opelka    | 3           | 6           | 6           |  |  |              |                  |                  |              |              |  |

### Sezione 2
|  | Primo turno | Primo turno      | Primo turno      | Primo turno | Primo turno |  |  | Ultimo turno | Ultimo turno     | Ultimo turno     | Ultimo turno | Ultimo turno |  |
|  |             |                  |                  |             |             |  |  |              |                  |                  |              |              |  |
|  | 2           | Jared Donaldson  | Jared Donaldson  | 1           | 64          |  |  |              |                  |                  |              |              |  |
|  |             | Tobias Kamke     | Tobias Kamke     | 6           | 7           |  |  |              | Tobias Kamke     | Tobias Kamke     | 5            | 4            |  |
|  |             | Akira Santillan  | Akira Santillan  | 3           | 1           |  |  | 6            | Julien Benneteau | Julien Benneteau | 7            | 6            |  |
|  | 6           | Julien Benneteau | Julien Benneteau | 6           | 6           |  |  |              |                  |                  |              |              |  |

### Sezione 3
|  | Primo turno | Primo turno           | Primo turno           | Primo turno | Primo turno |  |  | Ultimo turno | Ultimo turno          | Ultimo turno          | Ultimo turno | Ultimo turno |  |
|  |             |                       |                       |             |             |  |  |              |                       |                       |              |              |  |
|  | 3           | Pierre-Hugues Herbert | Pierre-Hugues Herbert | 6           | 6           |  |  |              |                       |                       |              |              |  |
|  |             | Stefano Napolitano    | Stefano Napolitano    | 1           | 4           |  |  | 3            | Pierre-Hugues Herbert | Pierre-Hugues Herbert | 4            | 2            |  |
|  |             | Stefan Kozlov         | 64                    | 6           | 6           |  |  |              | Stefan Kozlov         | Stefan Kozlov         | 6            | 6            |  |
|  | 8           | Kenny de Schepper     | 7                     | 3           | 4           |  |  |              |                       |                       |              |              |  |

### Sezione 4
|  | Primo turno | Primo turno     | Primo turno | Primo turno | Primo turno |  |  | Ultimo turno | Ultimo turno    | Ultimo turno | Ultimo turno | Ultimo turno |  |
|  |             |                 |             |             |             |  |  |              |                 |              |              |              |  |
|  | 4           | Jérémy Chardy   | 6           | 5           | 6           |  |  |              |                 |              |              |              |  |
|  | WC          | Edward Corrie   | 4           | 7           | 3           |  |  | 4            | Jérémy Chardy   | 4            | 6            | 6            |  |
|  |             | Denis Kudla     | 7           | 67          | 2           |  |  | 5            | Jordan Thompson | 6            | 4            | 3            |  |
|  | 5           | Jordan Thompson | 5           | 7           | 6           |  |  |              |                 |              |              |              |  |